# 理查德·斯科特·珀金
理查德“迪克”斯科特·珀金（英語：Richard "Dick" Scott Perkin，1906年—1969年）是一位美国企业家。
斯科特·珀金从小就对天文学产生了兴趣，并开始磨制透镜和镜片、制作望远镜。在他开始进入华尔街一家经纪公司工作之前，他只在大学学了一年的化工。
20世纪30年代，他遇见了查尔斯·韦斯利·埃尔默，当时后者正在演讲。两人都共同爱好天文，决定一起去做生意。1937年，他们创立了珀金埃尔默光学设计和咨询公司。截止1960年，理查德一直担任公司总裁，后成为董事会主席。 
月球上的珀金环形山就是以他的名字命名的，而埃尔默陨石坑则是以他的商业伙伴名所命名。
珀金的妻子格拉迪斯·弗里林海森·塔尔梅奇在他死后，顶替他担任了公司首席执行官。十年后，格拉迪斯请人代写了一部回忆录，并复印了100份分送给她的友人。

## 补充阅读
法希·托马斯·P.,理查德·斯科特·珀金和珀金埃尔默公司，1987年，埃尔默珀金印刷厂，ISBN 0-9618075-0-4.

## 另请查阅
- 天文仪器制造商列表(List of astronomical instrument makers)

## 备注
1. ↑  . Physics Today. July 1969, 22 (7): 112  [2017-07-23]. doi:10.1063/1.3035658. （原始内容存档于2013-09-23）.
2. ↑  . NY Times. 1 December 2001  [2017-07-23]. （原始内容存档于2016-03-05）.